# Mendipite
La mendipite è un minerale scoperto nelle Mendip Hills in Inghilterra, da cui prende il nome